# Swingin' with My Eyes Closed
«Swingin' with My Eyes Closed» es una canción escrita e interpretada por la cantante y compositora canadiense Shania Twain. Producido por Twain y Ron Aniello, se lanzó el 18 de agosto de 2017 como el segundo sencillo de su quinto álbum de estudio Now.

## Antecedentes y composición
La canción fue escrita por Twain y producida por ella junto a Ron Aniello. El tema tiene sonidos country pop, country y reggae. La canción se estrenó el 17 de agosto de 2017 en BBC Radio 2 y se lanzó a las plataformas de transmisión y compra de música el 18 de agosto de 2017.

## Presentaciones en vivo
Twain interpretó el sencillo el 16 de junio de 2017, en la serie Today 's Summer Concert. Interpretó la canción en The Tonight Show el 16 de agosto de 2017. Twain también cantó la canción como parte de su set durante la presentación de la ceremonia de apertura del US Open 2017, el 28 de agosto de 2017. Twain interpretó la canción como parte de su set durante una presentación exclusiva en el Reino Unido en Radio 2 Live en Hyde Park el 10 de septiembre de 2017. Luego interpretó la canción en The Late Late Show con James Corden en octubre de 2017.

## Posicionamiento en listas
| Listas (2017)                     | Mejor posición |
| --------------------------------- | -------------- |
| Escocia (Official Charts Company) | 77             |
| Reino Unido Download (OCC)        | 91             |

## Historial de lanzamiento
| País   | Fecha                | Formato                     | Discográfica      | Ref   |
| ------ | -------------------- | --------------------------- | ----------------- | ----- |
| Varios | 18 de agosto de 2017 | Descarga digital, Streaming | Mercury Nashville | [ 1 ] |